# Zos Kia Cultus (Here and Beyond)
Zos Kia Cultus (Here and Beyond) šesti je studijski album poljskog ekstremnog metal sastava Behemoth. Album je 28. listopada 2002. objavila diskografska kuća Avantgarde Music. Album je bio sniman u studiju Hendrix Studio od lipnja do rujna 2002. godine te je bio masteriran u studiju High End Studio u Varšavi u rujnu iste godine. Ovo je prvi Behemothov album na kojem sastav prelazi u direktniji death metal glazbeni stil.

## Pozadina
Naziv albuma odnosi se na Zos Kia Cultus, oblik magije koji je razvio Austin Osman Spare. 
Pri završetku pjesme "Horns ov Baphomet", osoba koja govori je Aleister Crowley. Izvadak njegovog glasa preuzet je iz pjesme At Sea s CD-a The Great Beast Speaks koji sadrži jedine poznate snimke njegova glasa. 
Album u ograničenoj digipak inačici ponovno objavljuje izdavač Peaceville Records 2008. godine. Reizdanje je sadržavalo CD albuma na kojem se nalazio i glazbeni spot za pjesmu "As Above So Below".

## Popis pjesama
| 1.    | »Horns ov Baphomet«              | Nergal              | Nergal                 | 6:34 |
| 2.    | »Modern Ïconoclasts«             | Nergal              | Nergal                 | 4:25 |
| 3.    | »Here and Beyond«                | Krzysztof Azarewicz | Nergal                 | 3:25 |
| 4.    | »As Above So Below«              | Azarewicz           | Nergal                 | 4:59 |
| 5.    | »Blackest ov the Black«          | Nergal              | Nergal                 | 3:41 |
| 6.    | »Hekau 718«                      | Azarewicz           | Trotzky, Nergal        | 0:43 |
| 7.    | »The Harlot ov the Saïnts«       | Azarewicz           | Nergal                 | 2:47 |
| 8.    | »No Sympathy for Fools«          | Nergal              | Nergal, Havoc          | 3:48 |
| 9.    | »Zos Kïa Cvltvs«                 | Azarewicz           | Nergal                 | 5:33 |
| 10.   | »Fornïcatus Benefïctus«          | Austin Osman Spare  | Raven Moonshae, Nergal | 0:52 |
| 11.   | »Typhonïan Soul Zodïack«         | Azarewicz           | Nergal                 | 4:29 |
| 12.   | »Heru Ra Ha: Let There Be Mïght« | Nergal, Azarewicz   | Nergal                 | 3:03 |
| 44:19 |                                  |                     |                        |      |

| Bonus skladbe s južnokorejskog izdanja | Bonus skladbe s južnokorejskog izdanja  | Bonus skladbe s južnokorejskog izdanja | Bonus skladbe s južnokorejskog izdanja | Bonus skladbe s južnokorejskog izdanja | Bonus skladbe s južnokorejskog izdanja | Bonus skladbe s južnokorejskog izdanja | Bonus skladbe s južnokorejskog izdanja | Bonus skladbe s južnokorejskog izdanja | Bonus skladbe s južnokorejskog izdanja |
| Br.                                    | Skladba                                 | Tekstopisac                            | Skladatelj                             | Trajanje                               |                                        |                                        |                                        |                                        |                                        |
| -------------------------------------- | --------------------------------------- | -------------------------------------- | -------------------------------------- | -------------------------------------- | -------------------------------------- | -------------------------------------- | -------------------------------------- | -------------------------------------- | -------------------------------------- |
| 13.                                    | »Malice«                                | Nergal                                 | Nergal                                 | 2:23                                   |                                        |                                        |                                        |                                        |                                        |
| 14.                                    | »Satanas« (obrada Sarcófaga)            | Wagner Lamounier                       | Sarcófago                              | 2:05                                   |                                        |                                        |                                        |                                        |                                        |
| 15.                                    | »Hello Spaceboy« (obrada Davida Bowiea) | Bowie                                  | Bowie                                  | 3:26                                   |                                        |                                        |                                        |                                        |                                        |
| 16.                                    | »From the Pagan Vastlands«              | Tomasz Krajewski                       | Nergal                                 | 2:54                                   |                                        |                                        |                                        |                                        |                                        |
| 55:07                                  |                                         |                                        |                                        |                                        |                                        |                                        |                                        |                                        |                                        |

## Zasluge
| Behemoth - Nergal – solo, ritam i akustična gitara, vokali, miksanje - Havoc – solo i ritam gitara - Inferno – bubnjevi, udaraljke Dodatni glazbenici - Novy – bas-gitara - U. Reck – sintesajzer - Raven Moonshae – efekti - Trotzky – efekti, glazbeni uzorci | Ostalo osoblje - Sharon E. Wennekers – gramatička konzultacija - Arkadiusz "Malta" Malczewski – inženjer zvuka, miksanje - Maurycy Śmierzchalski – fotografija - Graal – dizajn, koncept naslovnice - Grzegorz Piwkowski – mastering - Krzysztof Azarewicz – tekstovi |